# Alexander Zick
Alexander Zick (født 20. december 1845 i Koblenz; død 10. November 1907 i Berlin) var en tysk historie-, portræt- og genremaler samt Illustrator.

## Liv
Alexander Zick, søn af maleren Gustav Zick, barnebarn af maleren Konrad Zick og tipbarnebarn af maleren Januarius Zick, studerede efter 1862 på det Kejserlige Kunstakadeni i Düsseldorf, oprindeligt skulptur under August Wittig. Senere skifte han over til maleri og blev elev af Eduard Bendemann. Zick rejste derefter til Koblenz inden han til sidst i 1864 flyttede til Paris. Der blev han færdiguddannet i Alexandre Cabanels Atelier. Fra ca. 1870 slog Zick seig derefter ned i Düsseldorf.
I kraft af bekendtskab med Ludwig Knaus tog Zick i 1880 til Berlin. Selvom han stadig var aktiv som genre- og historiemaler, blev han snart især kendt som illustrator. Han lavede tegninger til eventyr, til familie- og ungdomsmagasiner som  Die Gartenlaube , men også til almindelig litteratur såsom til en udgave af Goethes Faust.

## Arbejder (Udvalgte)
- med sin fader Gustav Zick: med oliefarver på hærdet puds ‘‘Der Sturm auf dem Meere‘‘ i koret på St. Nikolaus kirken i Koblenzbydelen Arenberg.[1]

## Numismatiske arbejder
Mod slutningen af sit liv tegnede Alexander Zick to tyske pengesedler: fem mark Reichskassenschein i 1904 og ti mark Reichskassenschein i 1906.

## Literatur
- Gustav Heinrich Schneideck: Alexander Zick. Mit einem Porträt, 13 Illustrationen und zwei Kunstbeilagen nach Originalen des Meisters. In: Reclams Universum 24.1, 1908, S. 608–614.
- Kurt Eitelbach: Die Malerfamilie Zick. Werke aus Koblenzer Privatbesitz. Mittelrhein-Museum, Koblenz 1976
- Gitta Ho: Zick, Alexander, in: Bénédicte Savoy / France Nerlich (Hrsg.): Pariser Lehrjahre. Ein Lexikon zur Ausbildung deutscher Maler in der französischen Hauptstadt. Band 2: 1844-1870. De Gruyter, Berlin und Boston 2015. ISBN 978-3-11-035006-7.
- Das Erbe der Väter. Mit der Malerfamilie Zick durch zwei Jahrhunderte. Ausstellungskatalog. Koblenz, Mittelrhein-Museum, 9. Juni bis 30. September 2018. Michael Imhof Verlag, Petersberg 2018, ISBN 978-3-7319-0731-2.

## Weblinks
- Wikimedia Commons har flere filer relateret til Alexander Zick